# Judas Iscariote, el calumniado
Judas Iscariote, el calumniado es un ensayo del escritor dominicano Juan Bosch, que analiza la vida de este discípulo de Jesucristo y su papel en la comunidad a que perteneció. Según los análisis, Judas Iscariote ha sido una víctima histórica de la creencia cristiana, razones por las cuales Bosch trata de reivindicarlo debido a la manera despiadada como ha sido atacado Judas por los creyentes, obviando que si él no hubiera entregado al "maestro" no se habría cumplido el "sacrificio".  
Fue publicado por primera vez en 1955 en Santiago de Chile.